# Saison 2021 du CF Montréal
 (janvier 2022).
Maillots
Chronologie
Saison précédente Saison suivante
La saison 2021 du CF Montréal est la dixième saison en Major League Soccer (D1 nord-américaine) de l'histoire du club.

## Résumé de la saison

### Pré-saison
Le 14 janvier 2021, l'Impact de Montréal devient le Club de Foot Montréal, opérant à un changement complet d'identité, accompagné d'un nouveau logo, symbolisant un flocon de neige. Les réactions des partisans et des commentateurs sont dans l'ensemble très négatives,.

## Joueurs et encadrement technique

### Effectif et encadrement
Le tableau suivant liste les joueurs en prêt pour la saison 2021.
| Joueurs prêtés |    |                   |                         |                     |           |                 |  |
| \| N° \| P. \| Nat. \| Nom \| Date de naissance \| Sélection \| Club en prêt \| \| \| 40 \| G \| \| Jonathan Sirois (HGP) \| 27/06/2001 (23 ans) \| – \| Valour FC \| \| \| 24 \| D \| \| Karifa Yao (HGP) \| 28/09/2000 (24 ans) \| – \| Cavalry FC \| \| \| 33 \| D \| \| Keesean Ferdinand (HGP) \| 17/08/2003 (21 ans) \| – \| Atlético Ottawa \| \| \| 34 \| M \| \| Tomas Giraldo (HGP) \| 08/03/2003 (22 ans) \| – \| FC Edmonton \| \| \| 39 \| M \| \| Sean Rea (HGP) \| 15/05/2002 (22 ans) \| – \| Valour FC \| \| |    |                   |                         |                     |           |                 |  |
| N° | P. | Nat.              | Nom                     | Date de naissance   | Sélection | Club en prêt    |  |
| 40 | G  | Drapeau du Canada | Jonathan Sirois (HGP)   | 27/06/2001 (23 ans) | –         | Valour FC       |  |
| 24 | D  | Drapeau du Canada | Karifa Yao (HGP)        | 28/09/2000 (24 ans) | –         | Cavalry FC      |  |
| 33 | D  | Drapeau du Canada | Keesean Ferdinand (HGP) | 17/08/2003 (21 ans) | –         | Atlético Ottawa |  |
| 34 | M  | Drapeau du Canada | Tomas Giraldo (HGP)     | 08/03/2003 (22 ans) | –         | FC Edmonton     |  |
| 39 | M  | Drapeau du Canada | Sean Rea (HGP)          | 15/05/2002 (22 ans) | –         | Valour FC       |  |

| N° | P. | Nat.              | Nom                     | Date de naissance   | Sélection | Club en prêt    |  |
| 40 | G  | Drapeau du Canada | Jonathan Sirois (HGP)   | 27/06/2001 (23 ans) | –         | Valour FC       |  |
| 24 | D  | Drapeau du Canada | Karifa Yao (HGP)        | 28/09/2000 (24 ans) | –         | Cavalry FC      |  |
| 33 | D  | Drapeau du Canada | Keesean Ferdinand (HGP) | 17/08/2003 (21 ans) | –         | Atlético Ottawa |  |
| 34 | M  | Drapeau du Canada | Tomas Giraldo (HGP)     | 08/03/2003 (22 ans) | –         | FC Edmonton     |  |
| 39 | M  | Drapeau du Canada | Sean Rea (HGP)          | 15/05/2002 (22 ans) | –         | Valour FC       |  |

### Joueurs étrangers
La ligue attribue huit places de joueurs étrangers à chaque équipe.
Le 18 janvier, Montréal fait l'acquisition d'une place supplémentaire dans la transaction impliquant Maxi Urruti et Aljaz Struna.
| Place | Joueur            | Nationalité |
| ----- | ----------------- | ----------- |
| 1     | Rudy Camacho      | France      |
| 2     | Lassi Lappalainen | Finlande    |
| 3     | Emanuel Maciel    | Argentine   |
| 4     | Luis Binks        | Angleterre  |
| 5     | Victor Wanyama    | Kenya       |
| 6     | Sunusi Ibrahim    | Nigeria     |
| 7     | Aljaz Struna      | Slovénie    |
| 8     |                   |             |
| 9     |                   |             |

## Transferts
| Date                 | Nom                   | Nationalité | Poste     | Modalité                             | Provenance/Destination | Ligue                |
| Recrutement hivernal |                       |             |           |                                      |                        |                      |
| 1er décembre 2020    | Zorhan Bassong        | Canada      | Défenseur |                                      | Cercle Bruges          | Division 1A          |
| 15 décembre 2020     | Kamal Miller          | Canada      | Défenseur | 275 000$ d'allocation sur deux ans   | Austin FC              | MLS                  |
| 17 décembre 2020     | Djordje Mihailovic    | États-Unis  | Milieu    | 1 000 000$ d'allocation sur deux ans | Fire de Chicago        | MLS                  |
| 12 janvier 2021      | Sunusi Ibrahim        | Nigeria     | Attaquant | -                                    | 36 Lion FC             | National League (D2) |
| 18 janvier 2021      | Aljaž Struna          | Slovénie    | Défenseur | Échange contre Maxi Urruti           | Dynamo de Houston      | MLS                  |
| 4 février 2021       | Bjørn Johnsen         | Norvège     | Attaquant | Contrat de deux ans                  | Ulsan Hyundai          | K League 1           |
| 4 février 2021       | Joaquín Torres        | Argentine   | Attaquant | Prêt avec option d'achat             | Newell’s Old Boys      | Primera División     |
| Départs              |                       |             |           |                                      |                        |                      |
| 27 novembre 2020     | Bojan Krkić           | Espagne     | Milieu    | Option non exercée                   |                        |                      |
| 27 novembre 2020     | Steeven Saba          | Haïti       | Milieu    | Option non exercée                   |                        |                      |
| 27 novembre 2020     | Shamit Shome          | Canada      | Milieu    | Option non exercée                   | FC Edmonton            | PLCan                |
| 27 novembre 2020     | Anthony Jackson-Hamel | Canada      | Attaquant | Option non exercée                   |                        |                      |
| 27 novembre 2020     | Rod Fanni             | France      | Défenseur | Fin de contrat                       |                        |                      |
| 27 novembre 2020     | Jukka Raitala         | Finlande    | Défenseur | Fin de contrat                       | Minnesota United       | MLS                  |
| 27 novembre 2020     | Jorge Corrales        | Cuba        | Défenseur | Fin de contrat                       |                        |                      |
| 27 novembre 2020     | Orji Okwonkwo         | Nigeria     | Attaquant | Fin de prêt                          | Bologne FC             | Série A              |
| 18 janvier 2021      | Maxi Urruti           | Argentine   | Attaquant | Échange contre Aljaž Struna          | Dynamo de Houston      | MLS                  |